# 洪熙
洪熙（こうき）は中国、明代の元号（1425年）。第4代皇帝仁宗の在世中に使われた。このため仁宗は洪熙帝と呼ばれる。洪熙元年に仁宗が亡くなったため、1年で終わった。

## 西暦との対照表
| 洪熙 | 元年   |
| 西暦 | 1425年 |
| 干支 | 乙巳   |